# Chung kết Giải vô địch bóng đá nữ Nam Á 2016
Chung kết Giải vô địch bóng đá nữ Nam Á 2016 là trận chung kết của giải vô địch bóng đá nữ Nam Á 2016, là mùa giải thứ tư của giải vô địch nữ quốc tế cho các đội thuộc Liên đoàn bóng đá Nam Á. Trận chung kết diễn ra vào ngày 4 tháng 1 năm 2017 tại sân vận động Kanchenjunga ở Siliguri, Tây Bengal.

## Trận đấu
| Ấn Độ                                  | 3–1      | Bangladesh |
| -------------------------------------- | -------- | ---------- |
| Grace 12' · Malik 60' · Kathiresan 67' | Chi tiết | Shopna 40' |